# SYSKEN
株式会社SYSKEN（シスケン、SYSKEN Corporation）は、熊本県熊本市に本社を置く電設会社である。事業内容は九州地区のNTT西日本を中心とする電気通信設備工事である。

## 沿革
- 1954年9月 - 西日本通信建設株式会社を設立。
- 1978年12月 - 福岡証券取引所に上場。
- 1986年4月 - 社名を西日本システム建設株式会社に変更。
- 1998年12月 - 大阪証券取引所第2部に上場。
- 2013年7月 - 大阪証券取引所と東京証券取引所の現物株市場統合に伴い、東京証券取引所2部に上場。
- 2014年10月1日 - 社名を株式会社SYSKENに変更。
- 2015年5月11日 - 本社屋を新築し、熊本市中央区九品寺から現在地に移設。
- 2018年
  - 9月26日 - 東京証券取引所2部並びに福岡証券取引所上場廃止。
  - 10月1日 - コムシスホールディングス株式会社と経営統合を実施し、SYSKENは簡易株式交換によりコムシスホールディングスの完全子会社となる[1]。

## 関連会社
- 株式会社システムニシツウ
- 株式会社Denzai
- 株式会社SYSKENテクノ（2022年4月統合：旧明正電設㈱、旧西部通信工業㈱、旧㈱シスニック）